# Serra (dans)
Staden Serra återfinns på Serra, Brasilien
Serra är den tredje delen i den polska danssviten. Namnet är en förkortning av sera y cleba som är det polska namnet på en dans, som på svenska kallas "ost och bröd". 
Dansen med detta namn,  som översatts från tyskans "Käs und Brot", förekom som en fristående dans vid sidan om serran som endast var en del av den polska danssviten. Vilka danser dessa representerade och vilken släktskap de hade är höljt i dunkel, men serran anses vara den melodityp och dans ur vilken polskan i Norden som fristående dans har utvecklats.